# Сен-Дидье (Кот-д’Ор)
Сен-Дидье́ (фр. Saint-Didier) — коммуна во Франции, находится в регионе Бургундия. Департамент коммуны — Кот-д’Ор. Входит в состав кантона Сольё. Округ коммуны — Монбар.
Код INSEE коммуны — 21546.

## Население
Население коммуны на 2010 год составляло 214 человек.
| 1962 | 1968 | 1975 | 1982 | 1990 | 1999 | 2010 |
| ---- | ---- | ---- | ---- | ---- | ---- | ---- |
| 288  | 257  | 204  | 205  | 174  | 194  | 214  |

## Экономика
В 2010 году среди 124 человек трудоспособного возраста (15—64 лет) 92 были экономически активными, 32 — неактивными (показатель активности — 74,2 %, в 1999 году было 72,1 %). Из 92 активных жителей работали 83 человека (44 мужчины и 39 женщин), безработных было 9 (5 мужчин и 4 женщины). Среди 32 неактивных 12 человек были учениками или студентами, 9 — пенсионерами, 11 были неактивными по другим причинам.